# Trang (họ)
Trang là một họ của người châu Á. Họ này có mặt ở Trung Quốc (chữ Hán: 莊, Bính âm: Zhuang), Triều Tiên (Hangul: 장, Romaja quốc ngữ: Jang), Nhật Bản (Kanji: 荘, Romaji: Shō) và Việt Nam (chữ Hán: 莊, Quốc ngữ: Trang). Trong danh sách Bách gia tính họ Trang đứng thứ 246. Về mức độ phổ biến, theo thống kê năm 1990 họ này xếp thứ 73 ở Trung Quốc tuy nhiên theo thống kê năm 2006 thì họ này không còn nằm trong 100 họ phổ biến nhất. Ở Triều Tiên tuy người mang họ Jang (장) khá đông (gần 1 triệu người theo thống kê năm 2000) tuy nhiên phần lớn trong số này là những người mang họ Jang (Hanja: 張, Hán Việt: Trương), những người mang họ Jang có Hanja là 莊 hiếm hơn. Ở Việt Nam cũng có người mang họ Trang nhưng rất hiếm

## Người Việt Nam họ Trang nổi tiếng
- Trang Dung, sống, làm việc và mất tại Việt Nam, nguyên Trưởng Tiểu ban Người Hoa của Trung ương Đảng Cộng sản Việt Nam, nguyên Ủy viên Ủy ban Trung ương Mặt trận Tổ quốc Việt Nam.
- Trang Văn Thành, cầu thủ bóng đá Việt Nam
- Trang Khoa, nghệ sĩ graffiti Việt Nam
- Lê Phương, tên thật là Trang Dương Lê Phương, nữ diễn viên Việt Nam
- Trang Văn Giáo, Tả Phan Quân duy nhất của Đạo Cao Đài
- Trang Công Tiến, Trưởng ban VOV Giao thông Quốc gia, Đài Tiếng nói Việt Nam
- Trang Nhân Hậu, Thành viên HĐQT Ngân hàng TMCP Sài Gòn (SCB)

## Người Trung Quốc họ Trang nổi tiếng
- Trang Tử, tên thật là Trang Chu, nhà tư tưởng thời Chiến Quốc
- Trang Tắc Đồng, vận động viên bóng bàn Trung Quốc từng 3 lần vô địch Thế giới
- Trang Giai Dung, vận động viên tennis Đài Loan
- Trang Vịnh, vận động viên bơi lội Trung Quốc
- Elkie (Trang Đĩnh Hân) , thành viên người Hongkong của nhóm nhạc Hàn CLC
- Trang Đạt Phi nữ diễn viên Trung Quốc